# Andrena kerriae
Andrena kerriae is een vliesvleugelig insect uit de familie Andrenidae. De wetenschappelijke naam van de soort is voor het eerst geldig gepubliceerd in 1965 door Hirashima.